# Tatjana Nikolajewna Owetschkina

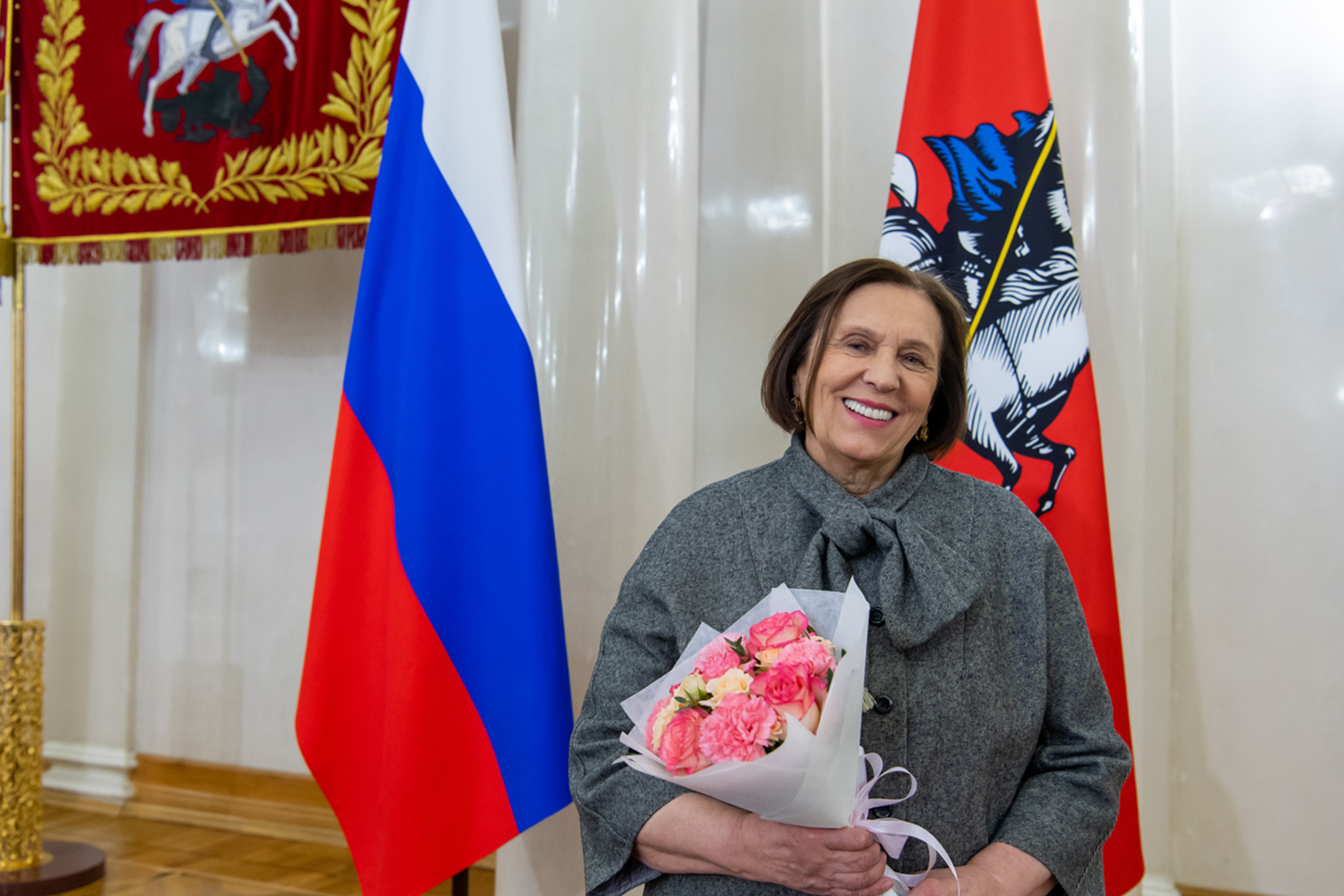
Tatjana Nikolajewna Owetschkina, 2023

Tatjana Nikolajewna Owetschkina, geborene Kabajewa (russisch Татьяна Николаевна Овечкина (Кабаева), * 19. März 1950 in Moskau, Sowjetunion) ist eine ehemalige sowjetische Basketballspielerin.
Owetschkina ist mordwinischer Nationalität. Im Alter von 16 Jahren wurde sie Mitglied des Teams von ŽBK Dynamo Moskau, drei Jahre später wurde sie zum Kapitän des Teams ernannt. Mit der sowjetischen Basketballnationalmannschaft gewann Owetschkina sowohl 1976 in Montreal als auch 1980 in Moskau die olympische Goldmedaille. Hinzu kommt ein Weltmeistertitel im Jahre 1975 und sechs Europameisterschaftstitel (1970, 1972, 1974, 1976, 1978, 1980). Während ihrer gesamten internationalen Karriere verlor sie nie ein offizielles Spiel bei Olympischen Spielen, Welt- oder Europameisterschaften. Owetschkina trug die Trikotnummer „8“.
Owetschkina war mit dem Profifußballer Michail Owetschkin (1951–2023) vom FK Dynamo Moskau verheiratet. Das Paar hatte drei Söhne: Sergei (1971–1995), Michail (* 1972) und Alexander (* 1985), der 2008 mit der russischen Eishockeynationalmannschaft den Weltmeistertitel errang.